# Lissotes lacroixi
Lissotes lacroixi es una especie de coleóptero de la familia Lucanidae.

## Distribución geográfica
Habita en Tasmania (Australia).